# Sludica bulanovi
Sludica bulanovi — вид ранних цинодонтов из поздней перми России. Единственный известный науке вид рода Sludica. Окаменелости были найдены в Великоустюгском районе Вологодской области. Вид обнаружил палеонтолог Михаил Феодосьевич Ивахненко.